# Lithobates pipiens
Lithobates pipiens é uma espécie de rã da família Ranidae nativa de partes do Canadá e dos Estados Unidos da América.

## Descrição

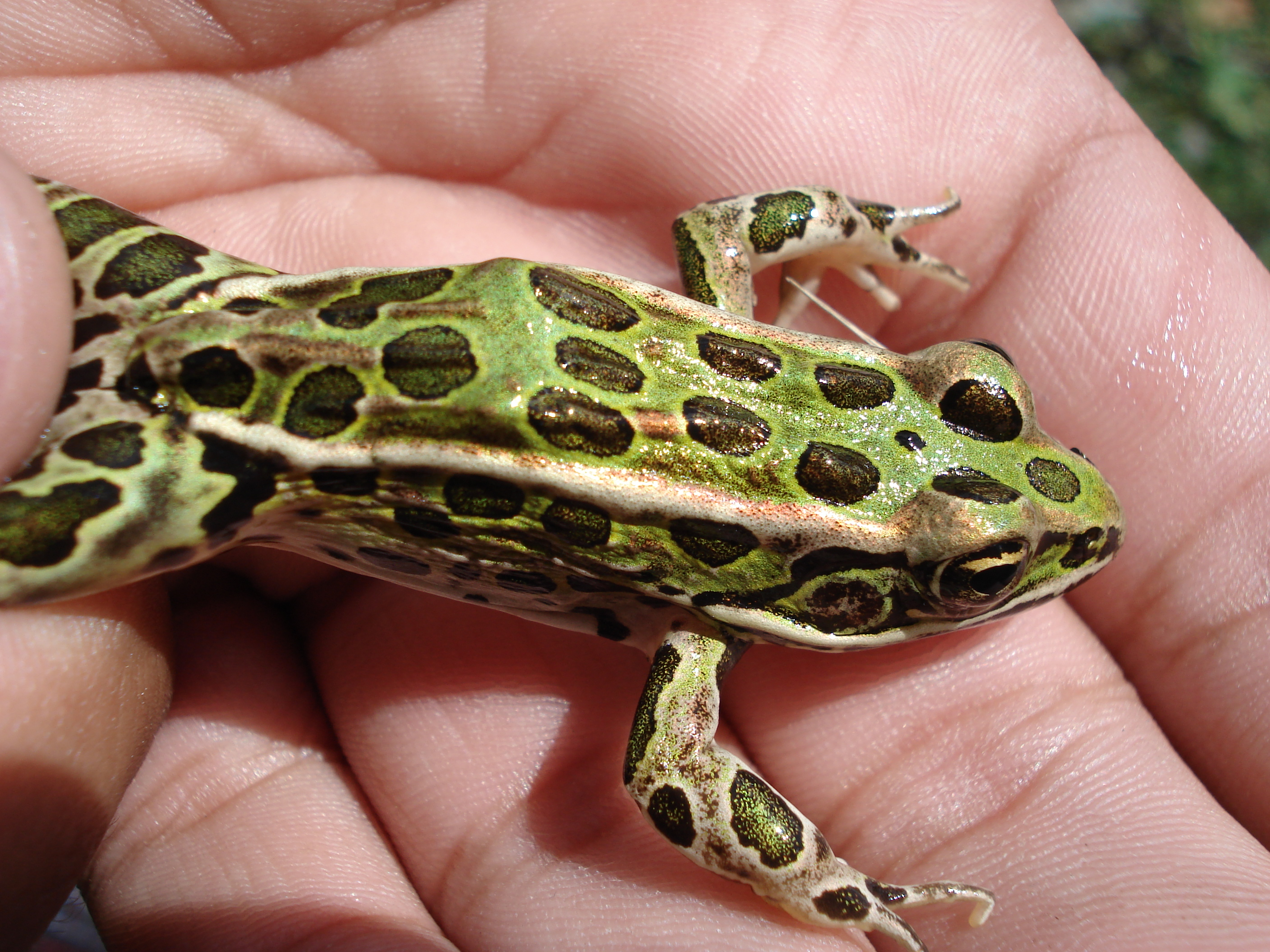
Lithobates pipiens juvenil

Lithobates pipiens é uma espécie relativamente grande de rã chegando a medir 11 centímetros de comprimento. A sua cor varia ente o verde e o castanho no dorso com pintas escuras e circulares nas costas, flancos e pernas. Cada pinta está normalmente rodeada por um anel mais claro à sua volta. Um par de dobras dorsolaterais que começam na parte de trás do olho correm paralelamente uma à outra pelas costas abaixo. Estas dobras são normalmente têm uma cor mais clara ou são ocasionalmente rosadas. Há também uma faixa pálida que corre desde a narina, por debaixo do olho e do tímpano, acabando no ombro. A superfície ventral é branca ou verde clara. A íris é dourada e os dedos dos pés têm membrana interdigital.
Os girinos são castanhos escuros ou cinzentos, com manchas irregulares na lado de baixo. A cauda é bege.

## Ecologia e comportamento

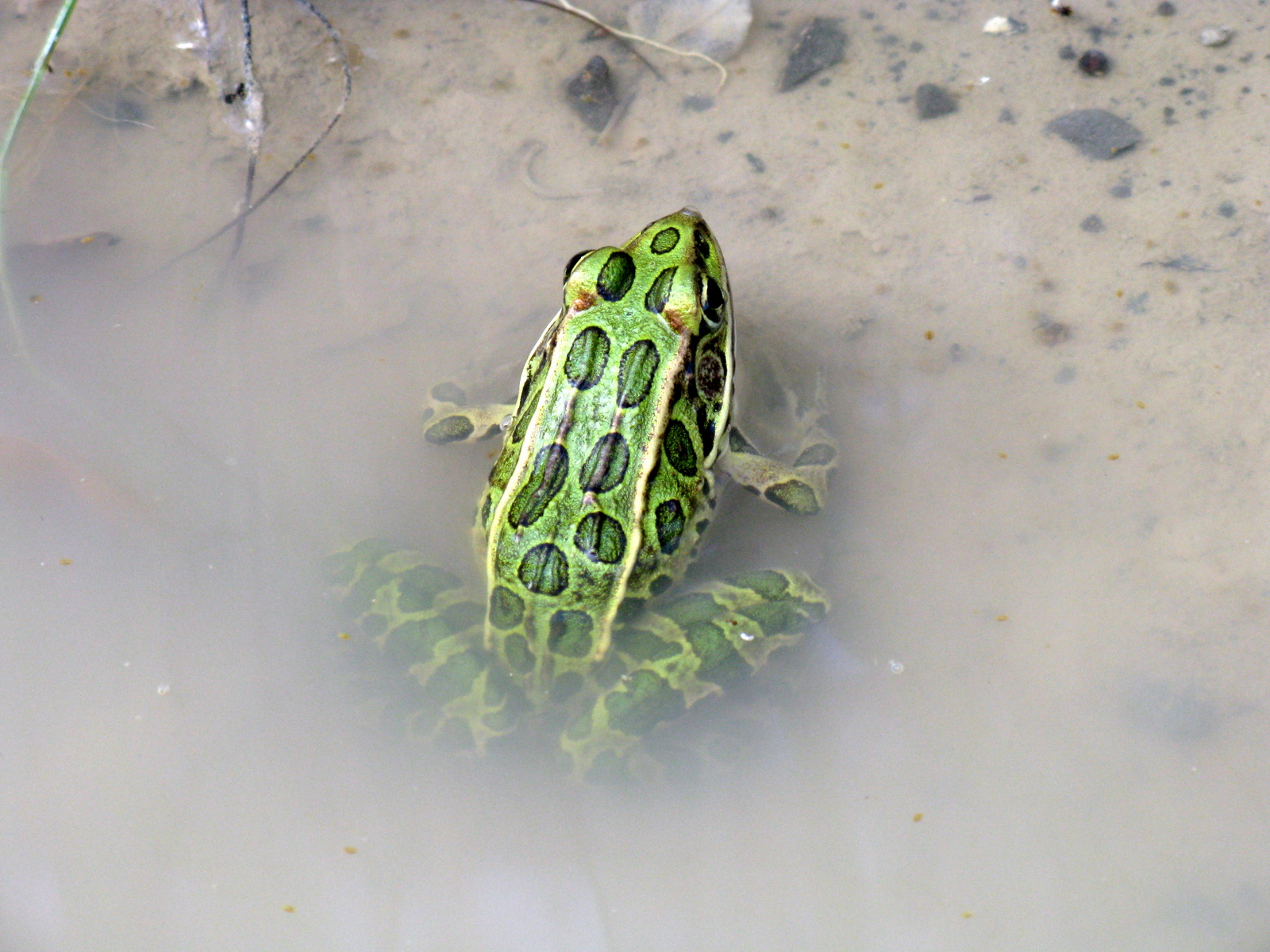
Lithobates pipiens na borda de um charco

Lithobates pipiens têm uma gama variada de habitats. Encontram-se em charcos permanentes, pantânos, marismas e riachos de corrente lenta em florestas, e áreas abertas ou urbanas. Habitam normalmente colunas de água com vegetação aquática abundante. Estão bem adaptadas para o frio e podem ser encontradas a mais de 3 000 metros acima do nível do mar. Os machos tem um chamamento curto parecido com um ronco que fazem a partir da água durante a Primavera e Verão. A sua época de reprodução vai desde Março a Junho, durante a qual até 6 500 ovos são depositados na água. Os girinos completam o seu desenvolvimento durante 70 a 110 dias (dependendo das condições) dentro de água. São castanhos claro com pintas pretas. As rãs em metamorfose tem 2 a 3 cm e assemelham-se a um adulto.

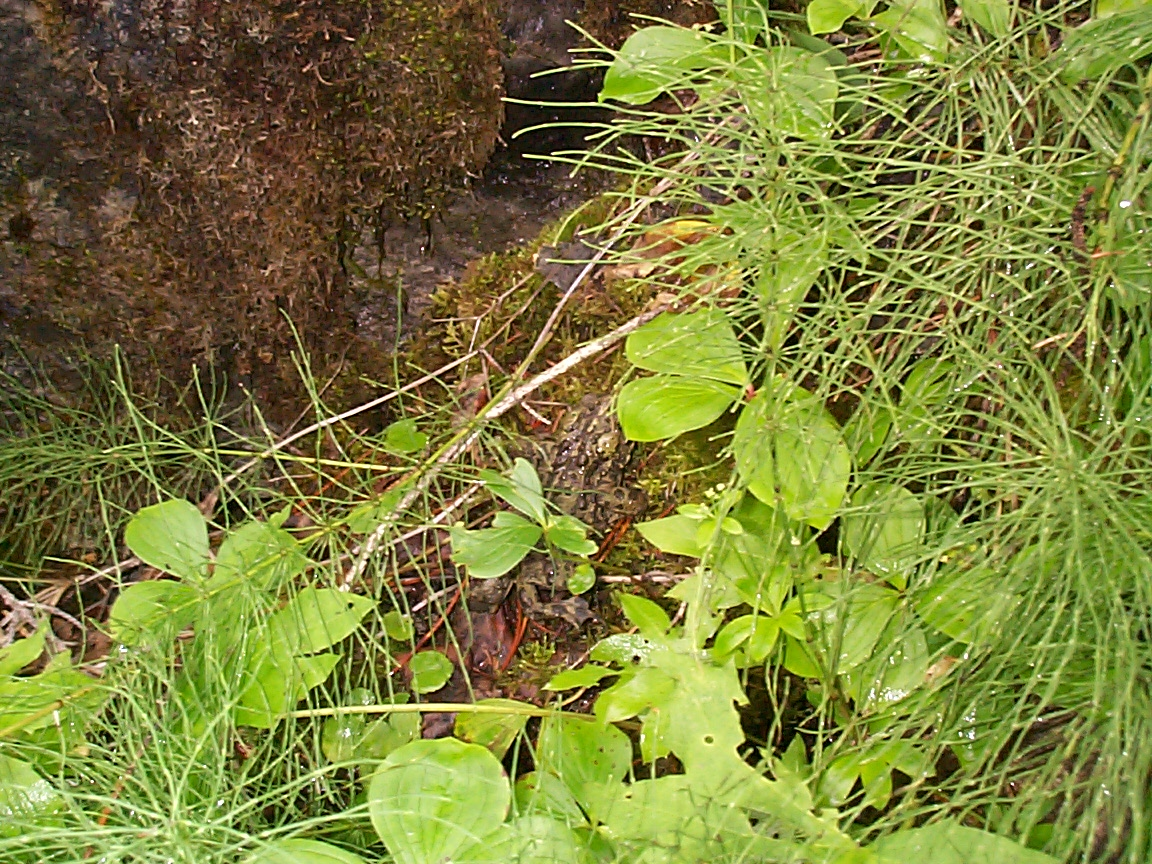
Lithobates pipiens no seu habitat

Esta espécie foi em tempos comum em regiões ocidentais do Canadá até a ocorrência de declínio durante a década de 1970. Pensa-se que o declínio da população foi causado por poluição vinda dos Estados Unidos caindo na forma de chuva ácida. Muitas populações de Lithobates pipiens ainda não recuperaram deste declínio.
Predadores desta espécie incluem cobras, mapaches, outras rãs e até seres humanos. Não produz secreções desagradáveis pela pele e dependem da sua velocidade para fugirem.
Comem uma grande variedade de animais incluindo formigas, escaravelhos, moscas, vermes e rãs mais pequenas. Conseguem ainda engolir andorinhas e cobras (género Thamnophis).
É semelhante a Rana palustris e Rana sphenocephala.

## Investigação

### Médica
Produz ribonucleases específicas nos seus oócitos. Essas enzimas tem potencialmente aplicações no tratamento do cancro. Uma dessas moléculas chamada ranpirnase (onconase) está a ser testada clinicamente como tratamento de tumores do mesotelioma e pulmão. Uma outra, amphinase foi recentemente descrita como um potencial tratamento para tumores cerebrais.

### Neurociência
Têm sido também uma espécie de eleição para descobertas sobre as propriedades básicas de neurónios desde a década de 1950. A junção neuromuscular das fibras do nervo ciático do músculo sartório desta rã foram a fonte para muitos dos dados iniciais sobre o sistema nervoso.